# Podochilus
Podochilus är ett släkte av orkidéer. Podochilus ingår i familjen orkidéer.

## Bildgalleri

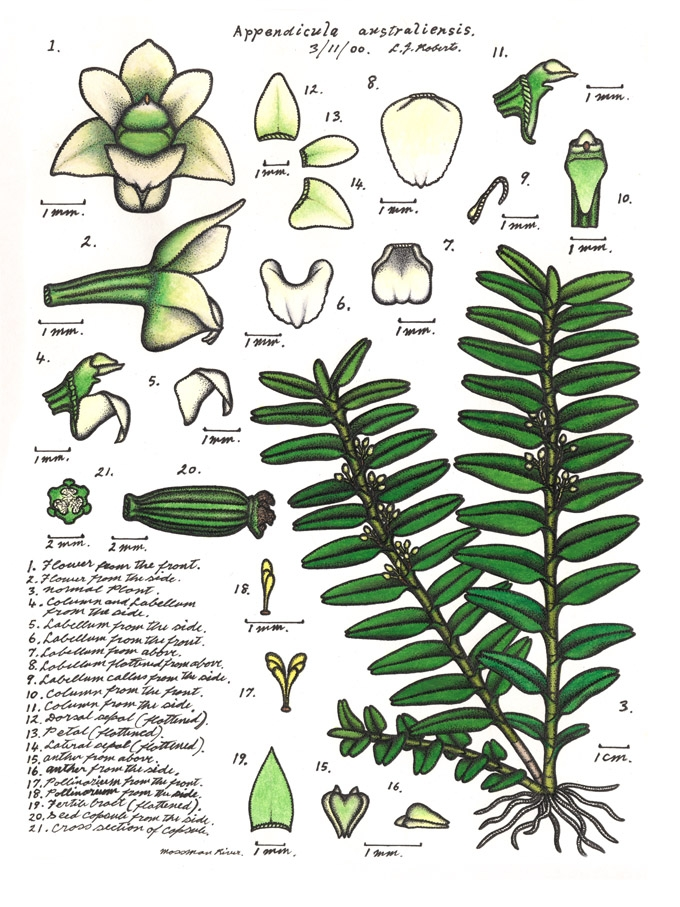

## Dottertaxa tillPodochilus, i alfabetisk ordning[1]
- Podochilus anguinus
- Podochilus appendiculatus
- Podochilus auriculigerus
- Podochilus australiensis
- Podochilus banaensis
- Podochilus bancanus
- Podochilus bicaudatus
- Podochilus bilabiatus
- Podochilus bilobulatus
- Podochilus bimaculatus
- Podochilus cucullatus
- Podochilus cultratus
- Podochilus cumingii
- Podochilus densiflorus
- Podochilus falcatus
- Podochilus falcipetalus
- Podochilus filiformis
- Podochilus forficuloides
- Podochilus gracilis
- Podochilus hellwigii
- Podochilus hystricinus
- Podochilus imitans
- Podochilus intermedius
- Podochilus intricatus
- Podochilus khasianus
- Podochilus lamii
- Podochilus lancilabris
- Podochilus lobatipetalus
- Podochilus longilabris
- Podochilus lucescens
- Podochilus malabaricus
- Podochilus marsupialis
- Podochilus mentawaiensis
- Podochilus microphyllus
- Podochilus minahassae
- Podochilus muricatus
- Podochilus obovatipetalus
- Podochilus oxyphyllus
- Podochilus oxystophylloides
- Podochilus pachyrhizus
- Podochilus plumosus
- Podochilus polytrichoides
- Podochilus ramosii
- Podochilus rhombeus
- Podochilus rhombipetalus
- Podochilus saxatilis
- Podochilus scalpelliformis
- Podochilus schistantherus
- Podochilus sciuroides
- Podochilus serpyllifolius
- Podochilus similis
- Podochilus smithianus
- Podochilus spathulatus
- Podochilus steinii
- Podochilus strictus
- Podochilus sumatranus
- Podochilus sumatrensis
- Podochilus tenuis
- Podochilus tmesipteris
- Podochilus trichocarpus
- Podochilus truncatus
- Podochilus warianus